# دانه‌خوارهای آبی
دانه‌خوارهای آبی (نام علمی: Amaurospiza) یک سرده از پرندگان دانه‌خوار از خانواده کاردینالان است که در آمریکای مرکزی و جنوبی یافت می‌شود.
این دانه‌خوارهای آبی به صورت آلوپاتریک پراکندگی دارند و تنها تفاوت‌های کوچکی در رنگ پر و اندازه‌های بدن نشان می‌دهند. آنها از نظر جنسی دارای پرهای دوشکلی هستند: نر به رنگ آبی تیره و ماده قهوه‌ای مایل به گندمی است. آنها توده‌های بامبو را می‌پسندند که در آن از جوانه‌ها، شاخه‌ها و حشرات تغذیه می‌کنند.